# Sant’Antonio Abate (San Daniele)

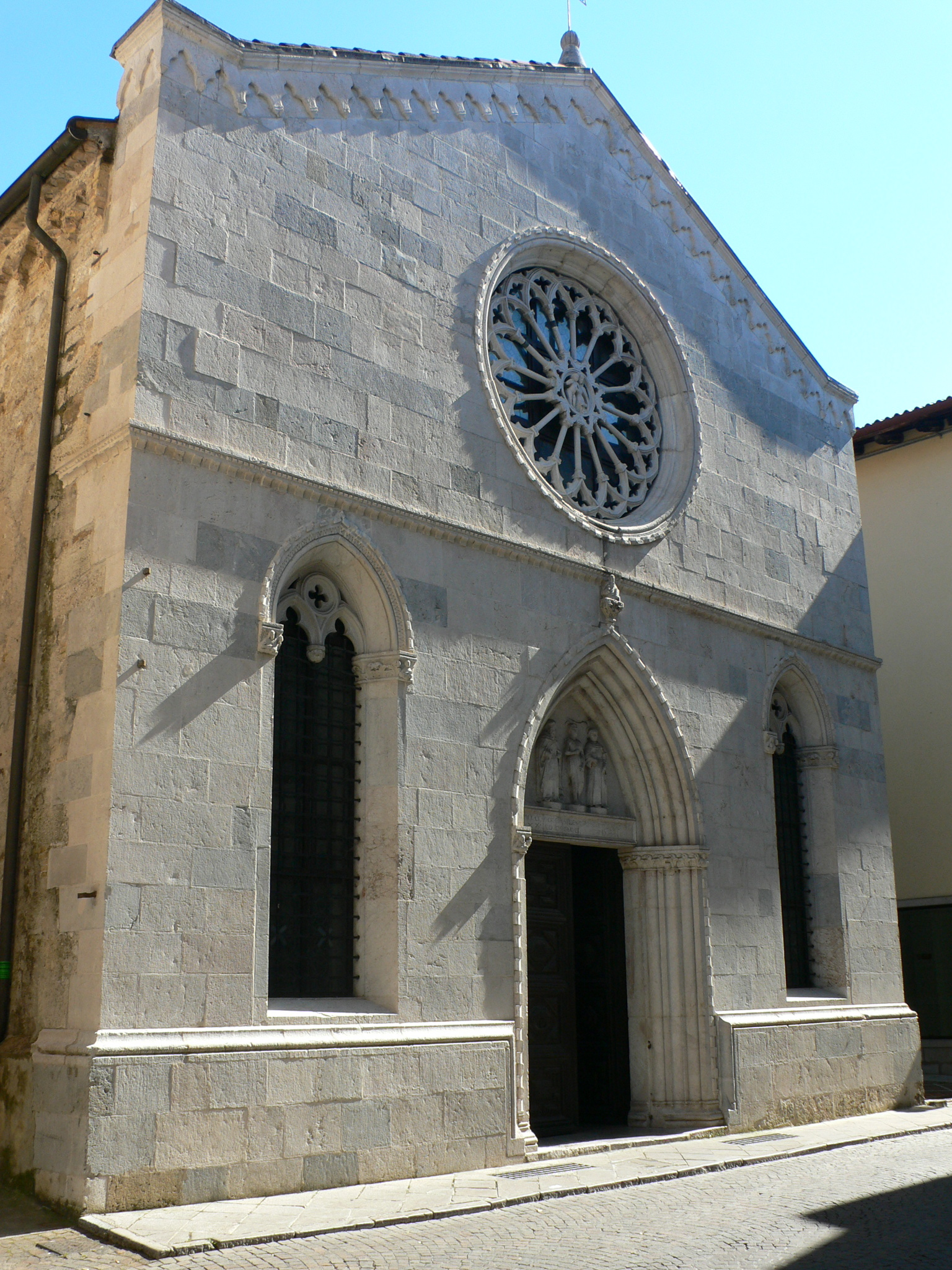
Fassade von Sant’Antonio Abate (San Daniele del Friuli) von 1470

Die frühgotische römisch-katholische Kirche Sant’Antonio Abate befindet sich in San Daniele del Friuli.

## Geschichte und Äußeres
Die ersten Berichte über diese Kirche, die unter dem Patrozinium des hl. Antonius Abbas steht, stammen aus dem Jahr 1308, in welchem sie erneut geweiht wurde. Sie war zu dieser Zeit die Kirche des Hospitals des hl. Antonius. Beim großen Erdbeben vom 25. Januar 1348 wurde sie schwer beschädigt. Erst ab 1441 wurde sie, entgegen dem Rate des Patriarchen, welcher den Abriss empfohlen hatte, renoviert und durch eine Apsis und eine Sakristei erweitert. Die Fassade aus istrischem Kalkstein wurde 1470 im Stil der späten venezianischen Gotik aufgerichtet, wie aus der Inschrift am Portal hervorgeht, und besitzt eine Fensterrose. Diese enthält im zentralen Medaillon eine Muttergottes mit Jesuskind und ist mit Butzenscheiben verglast, die zu den ersten gehörten, die im Friaul angefertigt wurden. Im Tympanon über dem Portal befindet sich die Skulptur des Kirchenpatrons Antonius Abbas zwischen Figuren des hl. Johannes des Täufers und des hl. Antonius von Padua. Während des Zweiten Weltkriegs erlitt das Portal oberflächliche Schäden, die durch das Erdbeben vom 6. Mai 1976 verstärkt wurden. Im Nachgang wurde eine Gesamtrestaurierung vorgenommen.

## Innendekor
Was die einschiffige Kirche in der Kunst der Region so bedeutsam macht, ist ihr reiches Innendekor, das die schönsten Freskenzyklen umfasst, die sich im Friaul erhalten haben. Ihretwegen wird die Kirche im Volksmund auch als „kleine Sixtinische Kapelle des Friaul“ bezeichnet.

### Erster Freskenzyklus
Von den Malereien dieses ersten Zyklus, die wahrscheinlich zwischen 1370 und 1400 ausgeführt wurden, hat sich ein größerer Teil an der linken Seitenwand des Kirchenschiffs erhalten. Dieser wird manchmal Vitale da Bologna zugeschrieben; er kann aber höchstens aus dessen Schule oder Umgebung stammen, da Vitale da Bologna spätestens im Juli 1361 starb. Die Fresken des ersten Zyklus zeigen die Geburt Jesu im Stall zu Bethlehem, die Anbetung der Hl. Drei Könige und die Flucht nach Ägypten.

### Zweiter Freskenzyklus
Diesen zweiten, wesentlich umfangreicheren bzw. besser erhaltenen Freskenzyklus schuf Martino di Battista da Udine, auch als Pellegrino de San Daniele bekannt, in drei zeitlich getrennten Phasen zwischen 1497 und 1522.

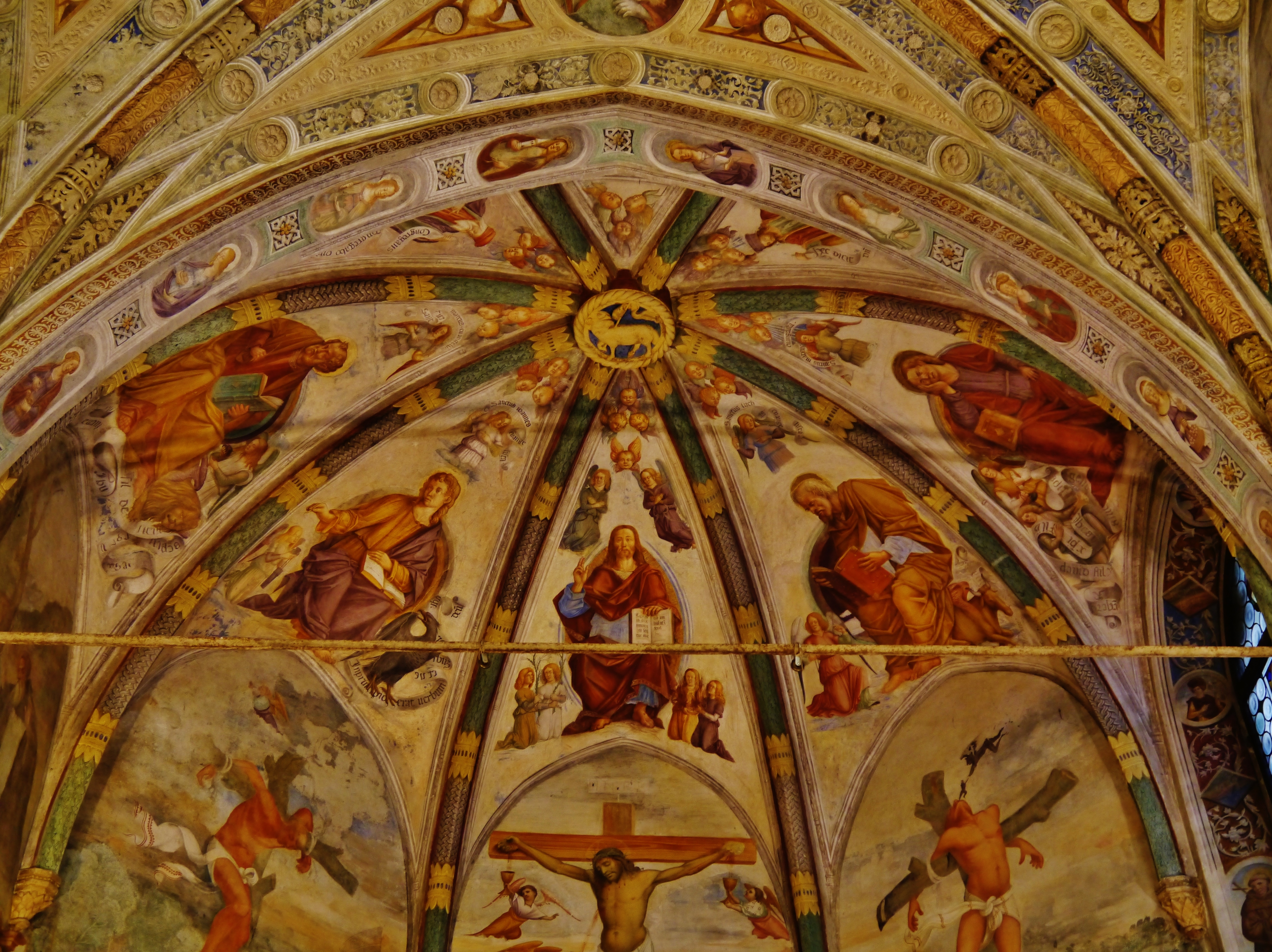
Die Evangelisten mit dem thronenden Christus in der Apsiskalotte und die Reihe der weiblichen Heiligen (1497/1498)

#### Erste Schaffensperiode
Pellegrino begann seine Arbeiten 1497/1498 mit der Ausmalung der fünf Felder der Apsiskalotte. Im mittleren Feld thront der segnende Christus in der Mandorla, die anderen vier Felder nehmen die vier Evangelisten mit ihren Symbolen ein. Außerdem gehören zu dieser Phase die zehn Halbfiguren weiblicher Heiliger in Ovalen an der Unterseite des Bogens, der die Apsis vom Chor abtrennt. Es handelt sich im Einzelnen um Kolumba, Lucia, Agatha, Helena, Barbara, Maria Magdalena, Katharina von Alexandrien, Ursula von Köln, Rosa von Viterbo und Apollonia. Am Spitzbogenfenster auf der rechten Seite des Chors findet sich die Inschrift Pellegrinus pinxit 1498 („Pellegrino hat dies 1498 gemalt“).

#### Zweite Schaffensperiode
1513/1514 kehrte Pellegrino nach San Daniele zurück und malte die große Kreuzigungsszene, welche die drei mittleren der fünf Apsiswände bedeckt, und zwar bis unterhalb der drei Körper. Am Gewölbe des Chors entstanden die Bilder der vier Kirchenlehrer, der Heiligen Ambrosius von Mailand, Augustinus von Hippo, Papst Gregor der Große und Hieronymus, sowie an der Unterseite des Triumphbogens die Bilder von acht Propheten, darunter Amos, Jeremia, Jesaja und Mose. In der Lanzette der rechten Seitenwand des Chors neben der Fensteröffnung befindet sich das Fresko „Das Wunder des ertrunkenen Kindes“, in dem ein in einem Badezuber ertrunkenes Kind durch die Anrufung des hl. Antonius von Padua und das Versprechen der Mutter, künftig Getreide im Gewicht des Kindes den Armen zu spenden, wieder zum Leben erwacht sein soll. In die Lanzetten der linken Seitenwand malte Pellegrino zwei Fresken, welche zum einen den Kampf des hl. Paulus von Theben gegen Dämonen und im Hintergrund den Besuch von Antonius Abbas bei Paulus von Theben und zum anderen die Beerdigung des Paulus von Theben durch Antonius Abbas zeigen.

#### Dritte Schaffensperiode
Von 1520 bis 1522 schuf Pellegrino den dritten Teil seiner Fresken in Sant’Antonio Abate. In der Apsis vollendete er die untere Partie der Kreuzigungsszene mit den Soldaten, den zusehenden Volksmassen und den Freunden Jesu. An der linken Seitenwand des Chors entstanden das Fresko der Fußwaschung, daneben am Chorbogen die Figuren des hl. Georg und des Erzengels Raphael mit dem kleinen Tobias, an der rechten Seitenwand das des Abstiegs Jesu in die Unterwelt und am Chorbogen die hl. Kolumba und der hl. Emidius von Ascoli. Der Zyklus setzt sich fort an der Stirnwand des Kirchenschiffs, links oben mit der Anbetung der Hirten, rechts oben mit der Anbetung der Hl. Drei Könige. Dann folgen darunter rechts die hll. Sebastian, Lazarus und Rochus und in Fortsetzung auf der rechten Seitenwand des Kirchenschiffs oben der hl. Florian und darunter der hl. Christophorus. Auf der linken Seitenwand bilden oben der Erzengel Michael und der hl. Florian den Abschluss der Fresken sowie darunter die Darstellung des Kirchenpatrons Antonius Abbas, der die Bruderschaft segnet, die das zugehörige Hospital in San Daniele im 13. Jahrhundert begründet hatte.